# 韋伯斯特縣 (愛阿華州)
韋伯斯特縣（英語：Webster County）是美國愛阿華州中部的一個縣。面積1,860平方公里。根據美國2000年人口普查，共有人口40,235人。縣治道奇堡 (Fort Dodge)。
成立於1852年12月1日。本縣紀念曾兩任國務卿的丹尼爾·韋伯斯特（Daniel Webster）。